# Interactive Fiction
Als Interactive Fiction (oftmals IF abgekürzt, englisch für interaktive Fiktion) bezeichnet man ein Computerspielgenre, in dem innerhalb einer Spielwelt Handlung und Spielumgebung als Text beschrieben werden und in dem der Spieler Einfluss auf die Handlung nehmen kann.

## Definition
Da der Begriff neben einem allgemeinen Prinzip von Computerspielen nur die Darstellungsweise beschreibt, umfasst er als Oberbegriff verschiedene Genres mit unterschiedlichen Spielprinzipien. Die bekannteste und am weitesten verbreitete Art der Interactive Fiction sind Textadventures. Ebenfalls weit verbreitet sind Multiple-Choice-Adventures nach Art eines Spielbuchs. Eine Ableitung dieses Konzepts sind die Japanischen Adventures. Diese drei Genres können innerhalb des Obergenres Interactive Fiction auch Rollenspiel-Elemente enthalten. Gemein ist allen Untergenres der Interactive Fiction, dass ihnen eine im weitesten Sinne manipulierbare Spielwelt zugrunde liegt und dass der Ablauf des Spiels an ein aktives Tun des Spielers gekoppelt ist – solange der Spieler keine Eingabe tätigt, pausiert das Spiel. Abzugrenzen ist das Genre Interactive Fiction von anderen Formen elektronischer Literatur, denen es entweder an literarischer Qualität, an Interaktivität oder an einer Spielwelt mangelt, wie z. B. MUDs, Hyperfiction, prozeduralen Geschichten- oder Gedichtgeneratoren und Chatterbots.
Im Laufe der Zeit hat der Begriff „Interactive Fiction“ einen Bedeutungswandel erfahren. Bis in die 2000er-Jahre hinein war die Interaktion mittels natürlicher Sprache, die über die Tastatur eingegeben und von einem Parser verarbeitet wurde, essenziell für die Kategorisierung eines Spiels als Interactive Fiction. In den 2000er-Jahren kamen Autorensysteme für Spielbücher wie Twine, ChoiceScript oder Ren’Py auf, die es Autoren mit literarischem Hintergrund, aber ohne Programmierkenntnisse erlaubten, niveauvolle und komplexe Spielbücher zu erstellen. Diese wurden fortan ebenfalls unter das Genre Interactive Fiction subsumiert.
Die Interaktivität besteht in klassischen Textadventures aus Rätseln, die vom Spieler gelöst werden. Ein Rätsel ist hierbei eine Situation, in der für den Fortgang der Spielhandlung ein Eingreifen des Spielers in die Spielwelt notwendig ist. Beispielsweise kann eine Tür durch ein Schloss gesichert sein; im einfachsten Fall muss der Schlüssel für die Tür in der Spielwelt gefunden werden, in komplexeren Rätseln muss er seinem Besitzer durch einen Trick entwendet oder der Zugang mit alternativen Mitteln bewirkt werden. In Spielbüchern bedeutet „Rätsel“, dass in einer Situation zwischen zwei oder mehr Optionen abgewogen werden muss, welche Option den Spieler seinem individuellen Spielziel näher bringt. In beiden Fällen stellt das Rätsel in literarischer Hinsicht eine Zäsur dar, die die Narrative kontrolliert und den weiteren Text erst nach einem aktiven Tun des Spielers freigibt. Eine derartige Verwendung von Rätseln ist ein altbekanntes Stilmittel; Nick Montfort, Professor für Digitale Medien am MIT, weist sie für die Bibel nach und nennt sie „Flaschenhals der Narrative“. Da Textadventures narrativ oft linear gestaltet sind, also keine unterschiedlichen, optionalen Handlungsstränge bieten, haben sie nur einen geringen Wiederspielwert.

## Geschichte
Der Begriff „Interactive Fiction“ wurde 1979 vom US-amerikanischen Programmierer und Spieleentwickler Robert Lafore geprägt. Lafore hatte eine kleine Firma namens Interactive Fiction gegründet und drei Textadventures programmiert, die er Scott Adams’ Firma Adventure International zur Veröffentlichung anbot. Im selben Jahr prägte das US-amerikanische SoftSide-Magazin den alternativen Begriff „Compunovel“, der sich aber nicht durchsetzte. Adventure International veröffentlichte zwischen 1980 und 1982 vier von Lahores Spielen, denen im Titel jeweils ein „Interactive Fiction:“ vorangestellt war. Eine nennenswerte mediale Rezeption erfuhr der Begriff zu diesem Zeitpunkt nicht; lediglich der Journalist Bob Liddil griff den Begriff 1981 in einem Artikel für das Computermagazin Byte auf.
Eine breite Verwendung erfuhr der Begriff ab 1984, als der US-amerikanische Spieleproduzent Infocom begann, seine populären Textadventures als „Interactive Fiction“ zu bezeichnen, um sich von qualitativ weniger weit entwickelten Konkurrenzprodukten abzugrenzen. Montfort hebt hervor, dass das männlich geprägte akademische Umfeld der frühen Autoren dazu geführt habe, dass die Werke aus einer männlichen Perspektive heraus geschrieben wurden.
Ende der 1980er-Jahre wurde Interactive Fiction im kommerziellen Bereich von grafischen Adventures wie Maniac Mansion abgelöst. Daraufhin gründeten Benutzer des ARPANET Newsgroups, in denen zunächst die vorhandenen Spiele für die Nachwelt gesichert wurden. Dabei wurde per Reverse Engineering der Quellcode der Z-machine, des Interpreters von Infocom, geknackt und ein ähnlicher Interpreter geschrieben, der als Public Domain freigegeben wurde. 1987 erschien das Sharewareprogramm TADS, mit dem eigene Textadventures hergestellt werden konnten und das in der dritten Version 1990 die Funktionsbreite der Z-machine erreicht. 1993 wurde die Programmierumgebung Inform veröffentlicht, die als Freeware die Erstellung eigener Textadventures erlaubte. Die beiden Programme wurden unter den Anhängern der Interactive Fiction so populär, dass seit 1995 ein jährlicher Wettbewerb namens IF Comp stattfindet, bei dem die beste interaktive Geschichte ausgezeichnet wird. Die Textprogramme erlebten daraufhin ohne kommerzielle Zwänge eine zweite Hochzeit. Neben Textadventures waren auch ungewöhnliche Erzählweisen von Geschichten bedeutend.

### Autorensysteme
Da ein einmal programmierter Parser ähnlich einer Game-Engine für weitere Spiele wiederverwertet werden kann, entstanden früh Autorensysteme, die dem Autor eines Spiels einen großen Teil der Programmierarbeit abnahmen, so dass er sich auf das Spieldesign und die Texte konzentrieren konnte. Die ersten Systeme wurden von Firmen entwickelt und ausschließlich intern genutzt. Firmen wie Infocom oder Telarium konnten so ihre Spiele teilweise von Autoren ohne Programmierkenntnisse schreiben lassen und stellten Programmierer lediglich zur Unterstützung ab. 1983 erschien mit The Quill erstmals ein jedermann zugängliches Autorensystem, das über ein Menüsystem die Eingabe von Texten für die Beschreibung der Spielwelt und die Definition der Beziehungen zwischen den Objekten in der Spielwelt erlaubte. Das fertige Spiel konnte unabhängig vom Autorensystem genutzt werden, so dass auch kommerzielle Spiele mit The Quill erstellt wurden. Weitere, ähnliche Autorensysteme folgten.
1987 erschien mit dem Adventure Game Toolkit erstmals die Kombination aus Programmiersprache, Compiler und Interpreter, die in der Folge über gut Jahrzehnte die Interactive-Fiction-Landschaft prägte. Mit Hilfe der Programmiersprache definiert der Autor Räumlichkeiten und Objekte der Spielwelt und ihre Beziehungen zueinander, der Compiler übersetzt das Programm in ein maschinenlesbares Format und der Interpreter lässt das Spiel auf unterschiedlichen Systemen ablaufen.
Ab 2004 erschienen Autorensysteme für Spielbücher. Diese sind in der Regel Entwicklungsumgebungen, die keine oder wenige Programmierkenntnisse voraussetzen und sich auf die strukturierte Abfolge von Text und Hypertext konzentrieren.
| System                        | Hersteller/Autor   | Jahr | Typ                                         |
| ----------------------------- | ------------------ | ---- | ------------------------------------------- |
| The Quill                     | Gilsoft            | 1983 | Menübasiert                                 |
| Adventure Master              | CBS Software       | 1984 | Menübasiert                                 |
| Graphic Adventure Creator     | Incentive Software | 1985 | Menübasiert                                 |
| Professional Adventure Writer | Gilsoft            | 1986 | Menübasiert                                 |
| Adventure Game Toolkit        | David Malmberg     | 1987 | Programmiersprache + Compiler + Interpreter |
| TADS                          | Michael J. Roberts | 1988 | Programmiersprache + Compiler + Interpreter |
| Inform                        | Graham Nelson      | 1993 | Programmiersprache + Compiler + Interpreter |
| Ren’Py                        | PyTom              | 2004 | Entwicklungsumgebung                        |
| Twine                         | Chris Klimas       | 2009 | Entwicklungsumgebung                        |
| ChoiceScript                  | Dan Fabulich       | 2010 | Entwicklungsumgebung                        |

### Interaktive Fiktion im Film
In einer Black Mirror-Episode namens Black Mirror: Bandersnatch, die im Dezember 2018 auf Netflix veröffentlicht wurde, wird die Entwicklung einer interaktiven Geschichte thematisiert. Zudem handelt es sich um einen interaktiven Film, bei dem der Zuschauer den Verlauf der Filmhandlung durch Eingaben auf seiner Fernbedienung wie in einer interaktiven Geschichte mitbestimmt.

## Wettbewerbe und Auszeichnungen
In der IF-Szene existieren mehrere jährlich stattfindende Wettbewerbe, in denen Autoren ihre Werke von einer Jury bewerten lassen, und Auszeichnungen, die jährlich von Interessengruppen oder Publikationen vergeben werden. Zu den bekanntesten zählen:
- Die XYZZY Awards werden seit 1996 in mehreren Kategorien vergeben. Ausrichter ist das Magazin XYZZY News, die Wahl erfolgt durch die IF-Community.
- Die Interactive Fiction Competition ist ein seit 1995 jährlich stattfindender Wettbewerb, bei dem Autoren bis dato unveröffentlichte Werke einreichen, aus denen die IF-Community einen Sieger wählt. Ausrichter des Wettbewerbs sind verschiedene IF-Autoren.